# Fenster der Sainte-Chapelle (Vincennes)

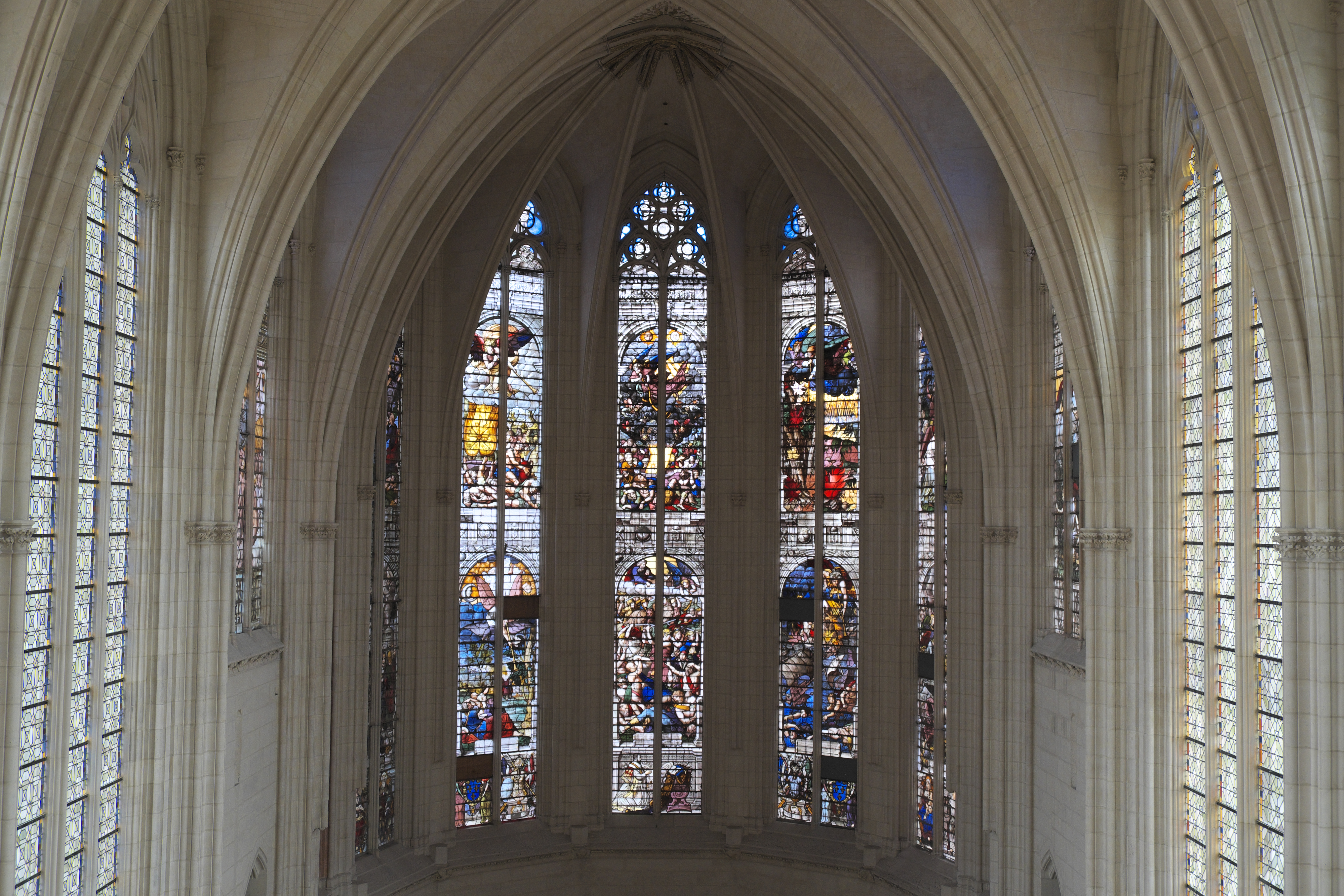
Fenster der Apokalypse im Chor

Die Fenster der Sainte-Chapelle, der ehemaligen Palastkapelle des Schlosses von Vincennes, gehören zu den bedeutendsten Fensterzyklen der Renaissance in Frankreich. Die Sainte-Chapelle (Heilige Kapelle) in Vincennes, einer im Osten von Paris gelegenen Stadt im Département Val-de-Marne in der französischen Region Île-de-France, wurde nach dem Vorbild der Sainte-Chapelle in Paris errichtet und sollte wie diese der Aufbewahrung von Passionsreliquien dienen. Im Chor der Kapelle, deren Bau im späten 14. Jahrhundert im Stil der Flamboyant-Gotik begonnen und in der Mitte des 16. Jahrhunderts vollendet wurde, sind Bleiglasfenster aus der Renaissance erhalten. Im Jahr 1945 wurden die Chorfenster, auf denen Visionen aus der Offenbarung des Johannes dargestellt sind, als Monuments historiques in die Liste der denkmalgeschützten Objekte (Base Palissy) in Frankreich aufgenommen.

## Geschichte
Die großen Bleiglasfenster im Chor wurden 1551 von Philibert de l’Orme (um 1510–1570), dem Baumeister, unter dem die Kapelle im Jahr 1548 fertiggestellt wurde, bei dem Glasmaler Nicolas Beaurain in Auftrag gegeben und 1555/56 eingebaut. Die frühere Zuschreibung der Fenster an Jean Cousin wird heute nicht mehr aufrechterhalten. In der im Jahr 2013 erschienenen Monographie zu Jean Cousin père et fils (Jean Cousin Vater und Sohn) wird die Schlosskapelle von Vincennes nicht erwähnt.
Die Namen der Maler, die die Kartons für die Fenster geschaffen haben, sind nicht überliefert. Als mögliche Urheber der Entwürfe für die fünf mittleren, zweibahnigen Chorfenster werden Luca Penni (um 1500–1556) und Claude Baldouin vermutet, für die beiden, wenige Jahre später ausgeführten äußeren, vierbahnigen Fenster wird Nicolò dell’Abbate (um 1510–1571) in Erwägung gezogen. Im Erklärungstext (Fiche de visite) zur Besichtigung des Schlosses werden die Kartons Philibert de l’Orme zugeschrieben.
In den Jahren 1556 bis 1563 schuf Nicolas Beaurain die wohl als vorläufig geplante Verglasung der Fenster im Kirchenschiff mit farblosem Glas. Einige Fenster des 16. Jahrhunderts wurden im 18. Jahrhundert ausgebaut und durch farblose Fenster ersetzt.
Im Zuge der Revolution erfolgte im Jahr 1796 eine Umnutzung der ehemaligen königlichen Schlösser, das Arsenal wurde in das Schloss von Vincennes verlegt und die Sainte-Chapelle als Munitionsdepot zweckentfremdet. Noch im gleichen Jahr gelang es Alexandre Lenoir, neben anderen Kunstgegenständen einen Teil der Bleiglasfenster der Sainte-Chapelle für das von ihm gegründete Musée des Monuments français, einem Vorläufer des heutigen Museums Cité de l’architecture et du patrimoine in Paris, zu retten. Einige noch in der Kapelle verbliebene Fenster wurden bei der Explosion des Munitionsdepots im Jahr 1819 zerstört. Um 1820 setzte der Glasmaler Jean Weis im Chor der Sainte-Chapelle wieder die im Museum von Alexandre Lenoir aufbewahrten Bleiglasfenster ein, wobei er sie auch durch Scheiben anderer Herkunft vervollständigte. Da Alexandre Lenoir keine Aufzeichnungen darüber angefertigt hatte, ist die ursprüngliche Anordnung der Fenster nicht gesichert. Eine weitere Restaurierung und Ergänzung der Fenster erfolgte in den Jahren 1872 bis 1877 durch den Glasmaler Eugène-Stanislas Oudinot (1827–1889), nachdem die Fenster bei der Explosion einer nahe gelegenen Pulverfabrik beschädigt worden waren. Vor den beiden Weltkriegen wurden die Fenster ausgebaut und 1949 von der Glasmalereiwerkstatt Louzier et Gimonet restauriert und 1952 wieder eingebaut. Im Jahr 1958 setzte die Glasmalerei Lorin in Chartres im Langhaus, in der Westrosette und in zwei Fenstern der Empore neue Scheiben ein. Fünf der hohen Langhausfenster wurden beim Sturm im Jahr 1999 zerstört, ein sechstes stark beschädigt.

## Bildprogramm

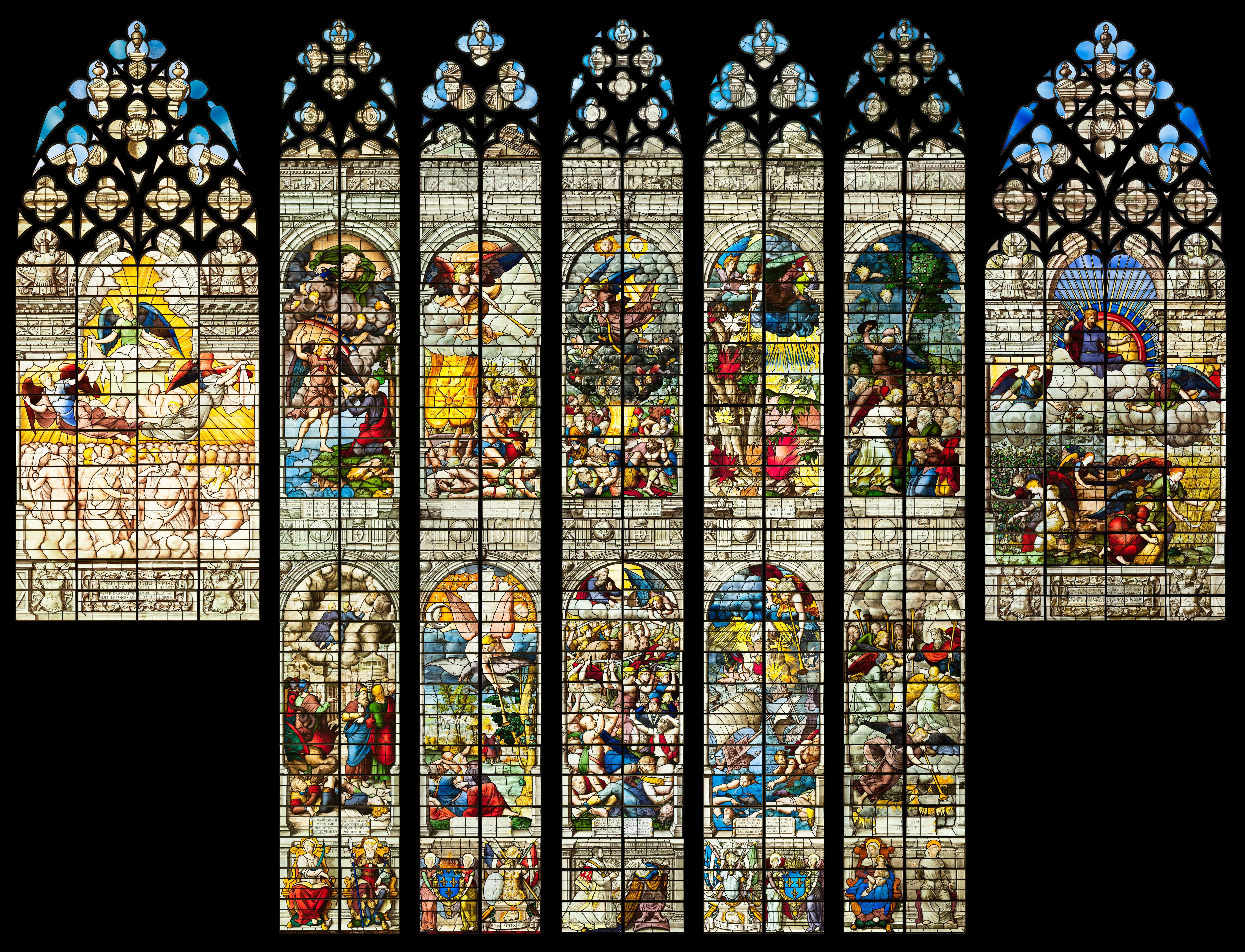
Photomontage der Chorfenster

Die ungewöhnlich großen Darstellungen der Chorfenster beziehen sich auf die Offenbarung des Johannes, eine apokalyptische Schrift innerhalb des Neuen Testamentes. Von den 22 Kapiteln dieses letzten Buches des Neuen Testamentes werden zwölf Visionen aus sieben Kapiteln geschildert, das Öffnen des fünften, sechsten und siebten Siegels des Buchs mit den sieben Siegeln und sechs Visionen beim Blasen der sieben Posaunen. Nicht alle Visionen der Apokalypse werden dargestellt, vermutlich, so die Einschätzung von Kunsthistorikern, weil ein Teil der Fenster nicht mehr erhalten ist. Im Zentrum des Bildprogramms stehen die Schreckensbilder von den Plagen und Unheil in diesen Visionen, die mit der Reformation in Zusammenhang gebracht werden. Die französischen Könige Franz I. (1494–1547) und Heinrich II. (1519–1559), die rois très chrétiens (allerchristlichsten Könige), sollten dabei als Retter und Beschützer angesehen und die Bekämpfung des protestantischen Glaubens sollte mit diesen Darstellungen gerechtfertigt werden.
Die Fenster 0 bis 4 bestehen aus je zwei Lanzetten. Auf zwei Ebenen werden Szenen der Apokalypse geschildert, die von Architekturelementen in Grisaille-Technik umrahmt werden. In den unteren Feldern sind Wappen und Trophäen dargestellt. Sie sind mit dem Salamander von Franz I. und seiner Devise NVTRISCO ET EXTINGVO (ich nähre und ich lösche aus), Halbmonden und den Monogrammen von Heinrich II. und seiner Gemahlin Katharina von Medici verziert. Von den ursprünglich fünf Porträts der unteren Felder ist nur noch das Porträt von Heinrich II. vor Ort erhalten. Das Porträt des Königs Franz I. befindet sich im Musée national de la Renaissance in Écouen, die anderen Porträts, auf denen Anne de Montmorency, der Gouverneur von Vincennes, der Herzog von Guise, François de Lorraine, und sein Bruder, der Kardinal Charles de Lorraine-Guise, dargestellt waren, sind nicht mehr erhalten. Die Personen sind in ähnlicher Weise dargestellt, vor einem Gebetbuch kniend und als Mitglieder des Michaelsordens in die Ordenstracht gekleidet, um den Hals eine mit Muscheln besetzte Kette, an der ein Medaillon mit dem Relief des Erzengels Michael hängt. Die beiden äußeren Fenster 5 und 6 bestehen aus vier Lanzetten und sind kürzer.
Unter allen Szenen sind Inschriften in französischer Sprache, Zitate des Textes der Offenbarung, zu lesen. Die Nummerierung der Fenster folgt dem in Frankreich geltenden System des Corpus Vitrearum Medii Aevi (Internationale Forschungsinstitution zu mittelalterlichen Bleiglasfenstern), nachdem das zentrale Chorfenster als Fenster 0, das linke Chorfenster als Fenster 1, das rechte Chorfenster als Fenster 2 usw. bezeichnet werden.

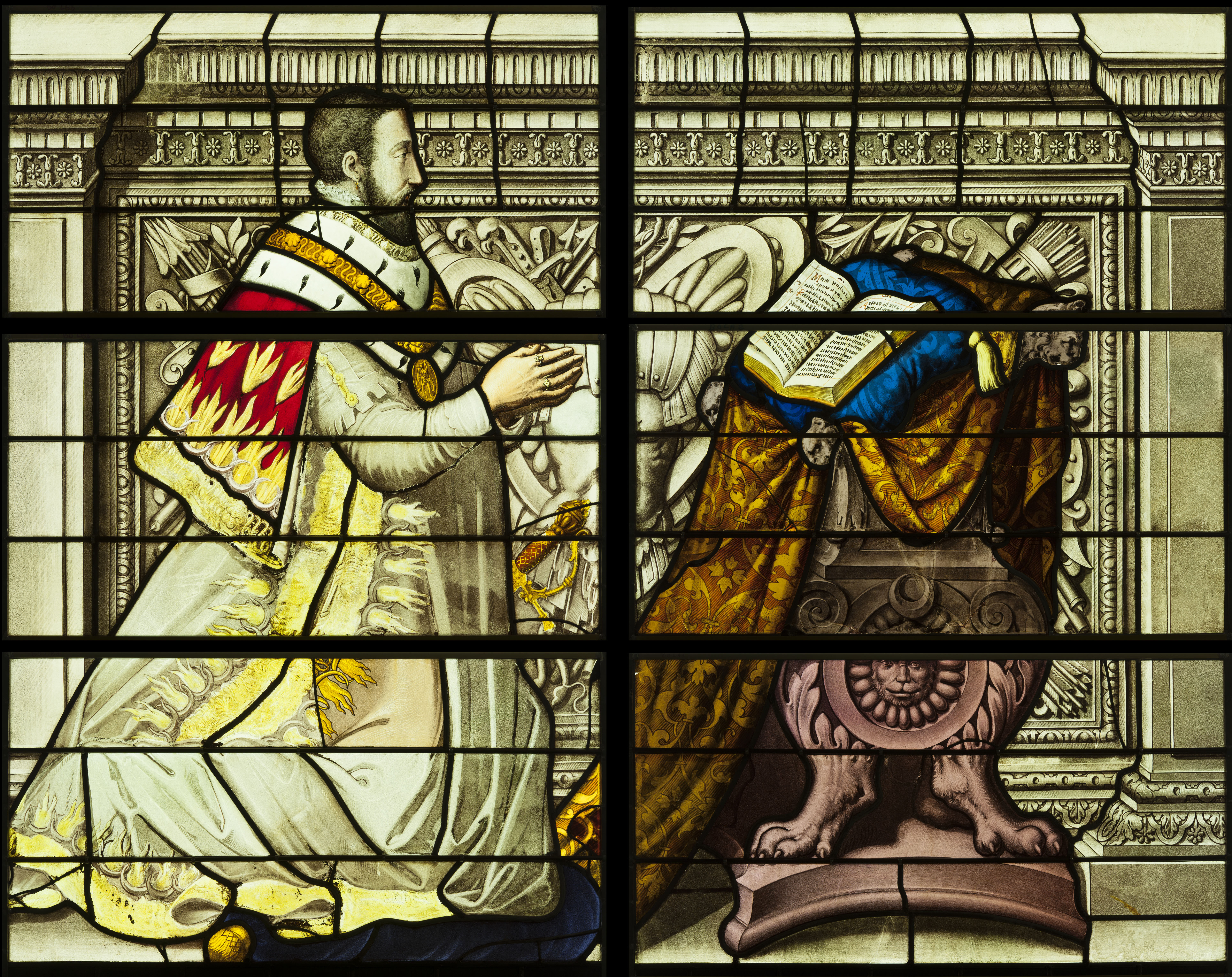
Fenster 0: Heinrich II.
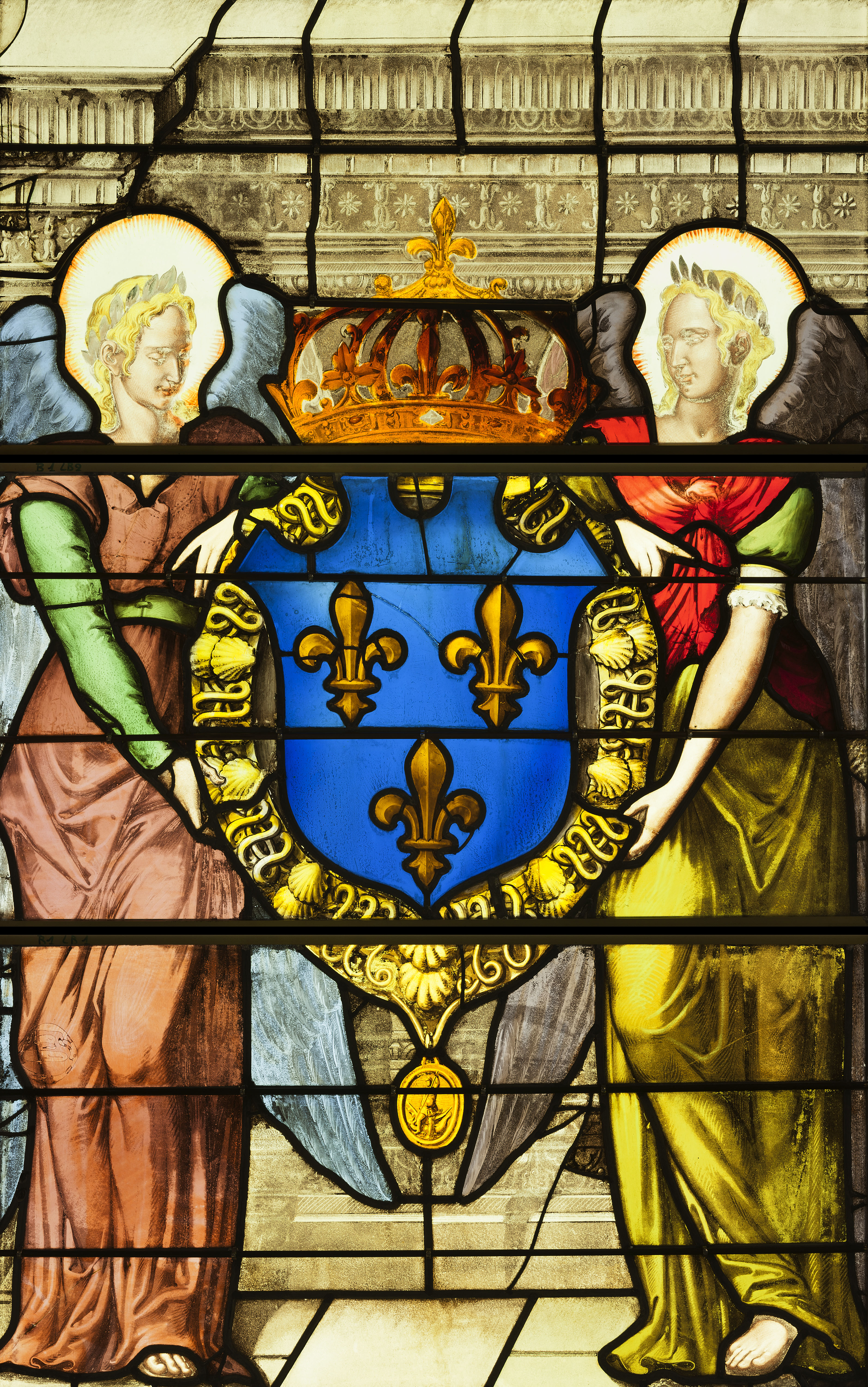
Fenster 1: Lilienwappen und Kette des Michaelsordens
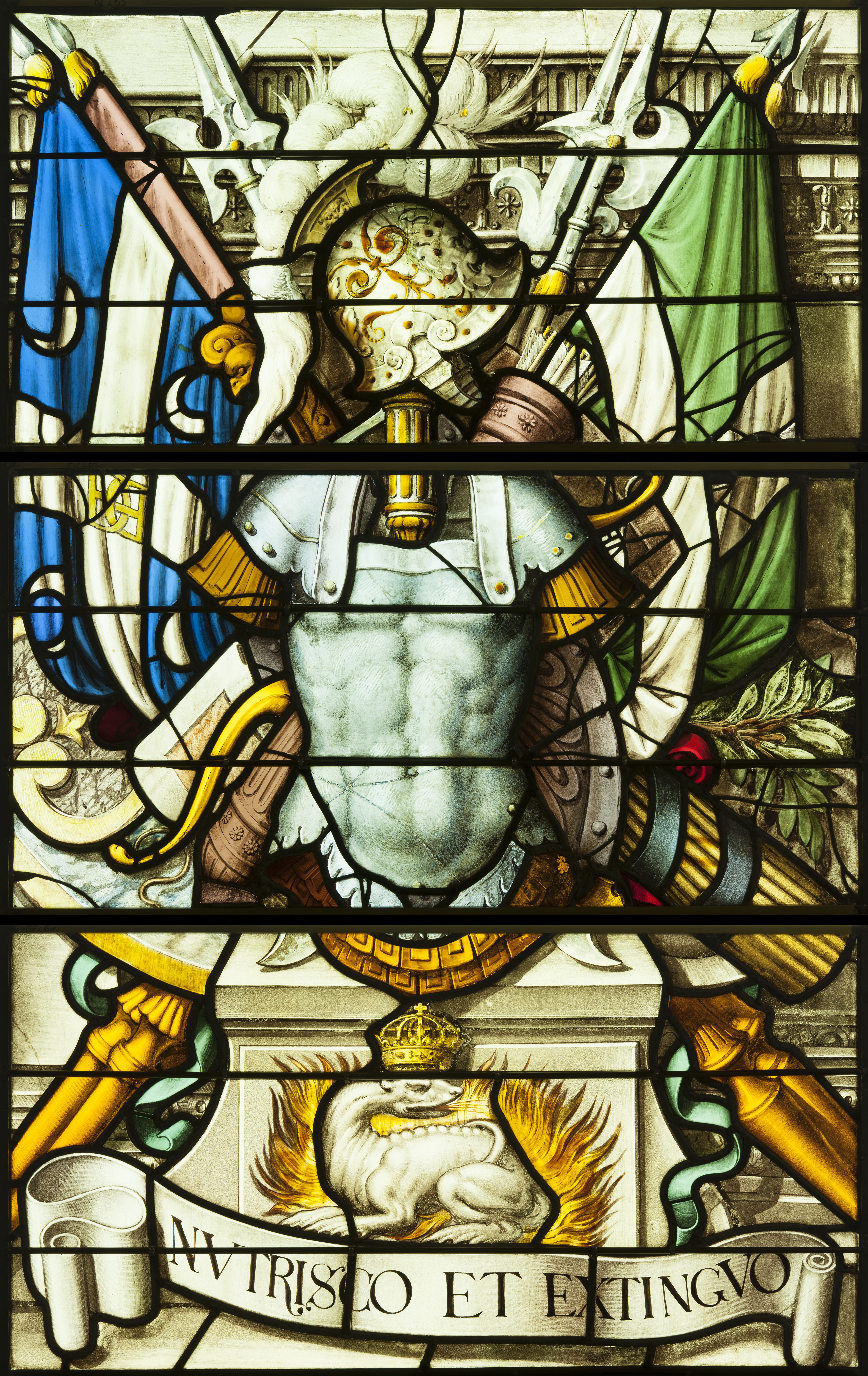
Fenster 2: Trophäe, Salamander, Devise: NVTRISCO ET EXTINGVO
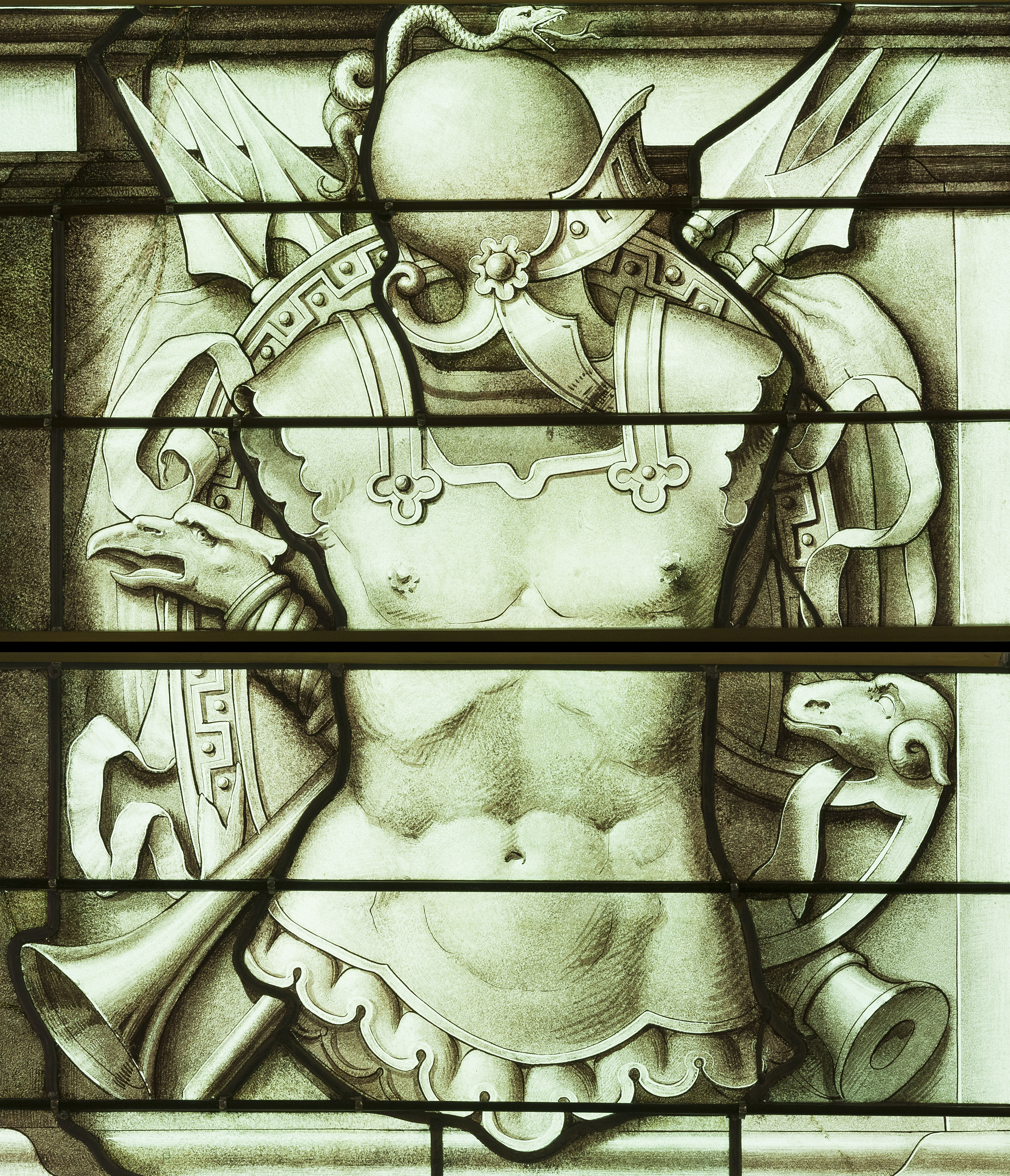
Fenster: Trophäe

## Fenster der Apokalypse

### Fenster 5: Fünftes Siegel
- Verteilung der weißen Gewänder

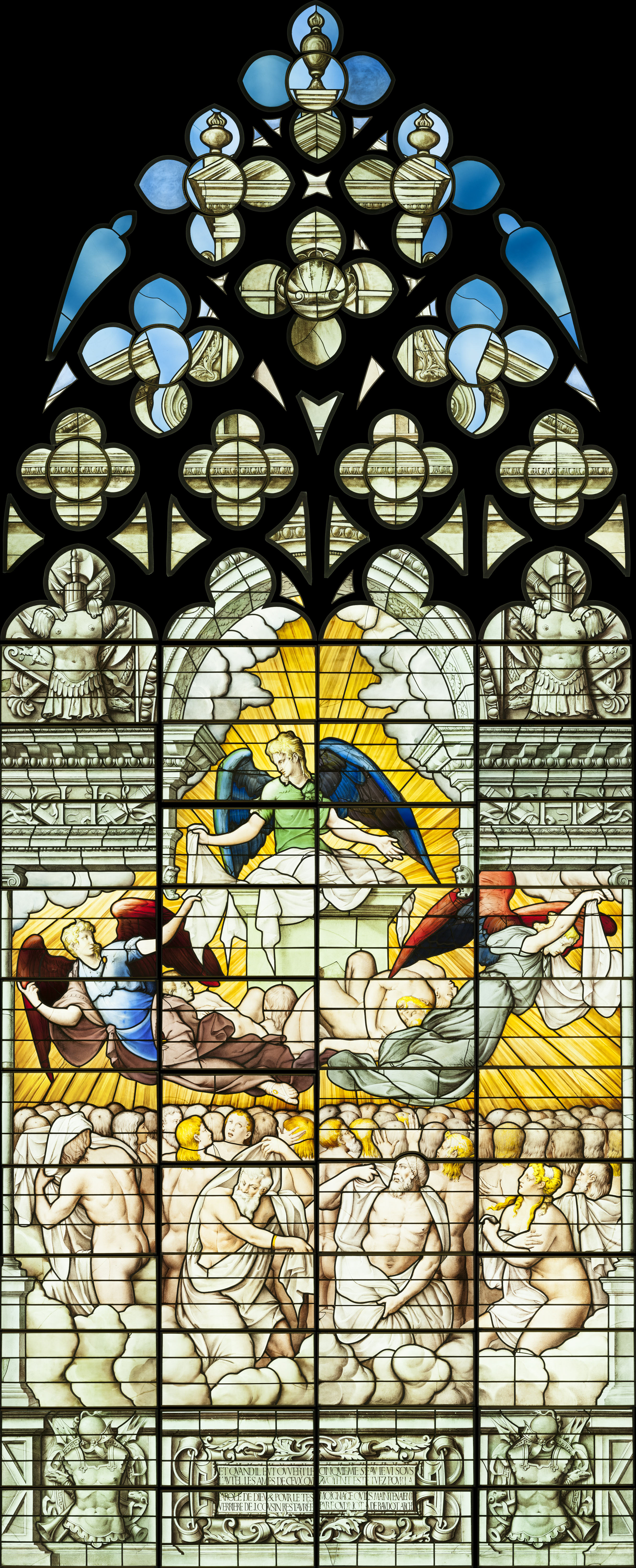
Fenster 5: Verteilung der weißen Gewänder

Die erste Darstellung beginnt mit dem linken seitlichen Chorfenster und einer Vision aus dem sechsten Kapitel der Offenbarung, in dem das Öffnen des fünften Siegels des Buchs mit den sieben Siegeln beschrieben wird. Das Öffnen der ersten vier Siegel ist nicht dargestellt. Auf den vier Lanzetten sieht man Engel, die weiße Gewänder an nackte Personen verteilen. Diese verkörpern die Seelen der Märtyrer, die Vergeltung für ihren Tod verlangen.
„Als das Lamm das fünfte Siegel öffnete, sah ich unter dem Altar die Seelen aller, die hingeschlachtet worden waren wegen des Wortes Gottes und wegen des Zeugnisses, das sie abgelegt hatten. Sie riefen mit lauter Stimme: Wie lange zögerst du noch, Herr, du Heiliger und Wahrhaftiger, Gericht zu halten und unser Blut an den Bewohnern der Erde zu rächen? Da wurde jedem von ihnen ein weißes Gewand gegeben; und ihnen wurde gesagt, sie sollten noch kurze Zeit warten, bis die volle Zahl erreicht sei durch den Tod ihrer Mitknechte und Brüder, die noch sterben müssten wie sie.“ (6,9-11 )

### Fenster 3: Sechste Posaune

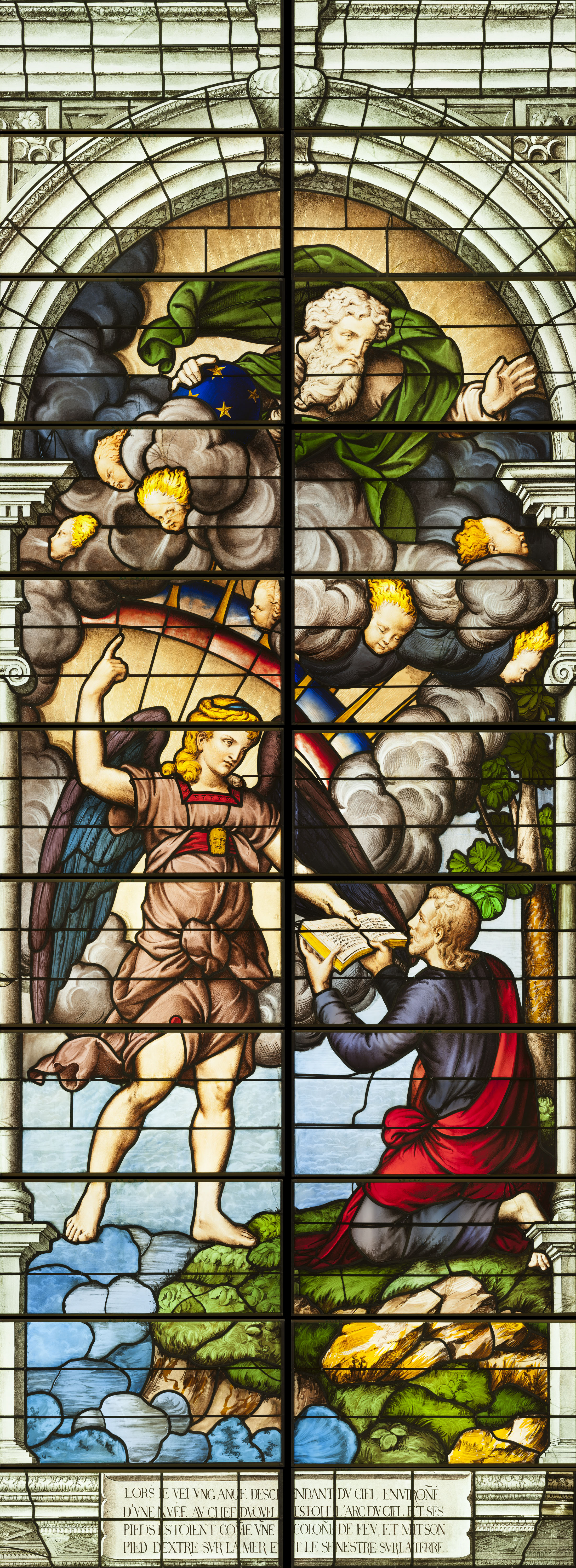
Fenster 3: Engel überreicht Johannes das kleine Buch

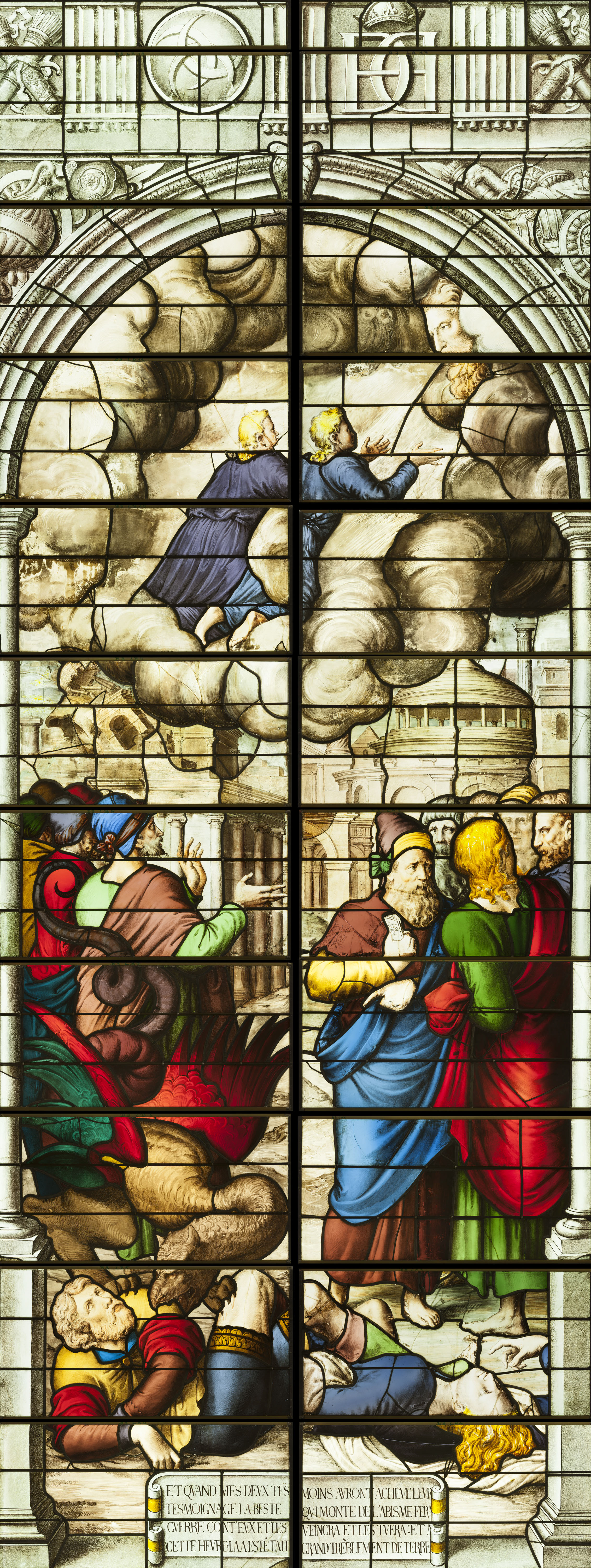
Fenster 3: Zeugnis der beiden Propheten

Auf dem Fenster werden zwei Szenen aus dem zehnten und elften Kapitel dargestellt. In der oberen Szene überreicht ein Engel Johannes, dem Verfasser der Offenbarung, ein aufgeschlagenes Buch mit der Anweisung, es zu verschlingen. In der unteren Szene treten zwei Propheten als Zeugen auf, sie werden von einem drachenartigen Ungeheuer getötet. Die beiden Figuren am unteren Bildrand stellen die heilige Katharina, die Schutzpatronin von Katharina von Medici, und einen bekrönten Herrscher mit Lanze und Zepter dar.
- oben: Der Engel überreicht Johannes das kleine Buch

„Und ich sah: Ein anderer gewaltiger Engel kam aus dem Himmel herab; er war von einer Wolke umhüllt und der Regenbogen stand über seinem Haupt. Sein Gesicht war wie die Sonne und seine Beine waren wie Feuersäulen. In der Hand hielt er ein kleines, aufgeschlagenes Buch. Er setzte seinen rechten Fuß auf das Meer, den linken auf das Land und rief laut, so wie ein Löwe brüllt. Nachdem er gerufen hatte, erhoben die sieben Donner ihre Stimme. Als die sieben Donner gesprochen hatten, wollte ich es aufschreiben. Da hörte ich eine Stimme vom Himmel her rufen: Halte geheim, was die sieben Donner gesprochen haben; schreib es nicht auf! Und der Engel, den ich auf dem Meer und auf dem Land stehen sah, erhob seine rechte Hand zum Himmel. Er schwor bei dem, der in alle Ewigkeit lebt, der den Himmel geschaffen hat und was darin ist, die Erde und was darauf ist und das Meer und was darin ist: Es wird keine Zeit mehr bleiben, denn in den Tagen, wenn der siebte Engel seine Stimme erhebt und seine Posaune bläst, wird auch das Geheimnis Gottes vollendet sein; so hatte er es seinen Knechten, den Propheten, verkündet. Und die Stimme aus dem Himmel, die ich gehört hatte, sprach noch einmal zu mir: Geh, nimm das Buch, das der Engel, der auf dem Meer und auf dem Land steht, aufgeschlagen in der Hand hält. Und ich ging zu dem Engel und bat ihn, mir das kleine Buch zu geben. Er sagte zu mir: Nimm und iss es! In deinem Magen wird es bitter sein, in deinem Mund aber süß wie Honig. Da nahm ich das kleine Buch aus der Hand des Engels und aß es. In meinem Mund war es süß wie Honig. Als ich es aber gegessen hatte, wurde mein Magen bitter. Und mir wurde gesagt: Du musst noch einmal weissagen über viele Völker und Nationen mit ihren Sprachen und Königen.“ (10,1-11 )
- unten: Das Zeugnis der beiden Propheten

„Und ich will meinen zwei Zeugen auftragen, im Bußgewand aufzutreten und prophetisch zu reden, zwölfhundertsechzig Tage lang. Sie sind die zwei Ölbäume und die zwei Leuchter, die vor dem Herrn der Erde stehen. Wenn ihnen jemand Schaden zufügen will, schlägt Feuer aus ihrem Mund und verzehrt ihre Feinde; so muss jeder sterben, der ihnen schaden will. Sie haben Macht, den Himmel zu verschließen, damit kein Regen fällt in den Tagen ihres Wirkens als Propheten. Sie haben auch Macht, das Wasser in Blut zu verwandeln und die Erde zu schlagen mit allen möglichen Plagen, sooft sie wollen. Wenn sie ihren Auftrag als Zeugen erfüllt haben, wird sie das Tier, das aus dem Abgrund heraufsteigt, bekämpfen, besiegen und töten. Und ihre Leichen bleiben auf der Straße der großen Stadt liegen. Diese Stadt heißt, geistlich verstanden: Sodom und Ägypten; dort wurde auch ihr Herr gekreuzigt. Menschen aus allen Völkern und Stämmen, Sprachen und Nationen werden ihre Leichen dort sehen, dreieinhalb Tage lang; sie werden nicht zulassen, dass die Leichen begraben werden. Und die Bewohner der Erde freuen sich darüber, beglückwünschen sich und schicken sich gegenseitig Geschenke; denn die beiden Propheten hatten die Bewohner der Erde gequält. Aber nach den dreieinhalb Tagen kam von Gott her wieder Lebensgeist in sie und sie standen auf. Da überfiel alle, die sie sahen, große Angst. Und sie hörten eine laute Stimme vom Himmel her rufen: Kommt herauf! Vor den Augen ihrer Feinde stiegen sie in der Wolke zum Himmel hinauf. In diesem Augenblick entstand ein gewaltiges Erdbeben. Ein Zehntel der Stadt stürzte ein und siebentausend Menschen kamen durch das Erdbeben um. Die Überlebenden wurden vom Entsetzen gepackt und gaben dem Gott des Himmels die Ehre. Das zweite Wehe ist vorüber, das dritte Wehe kommt bald.“ (11,3-14 )

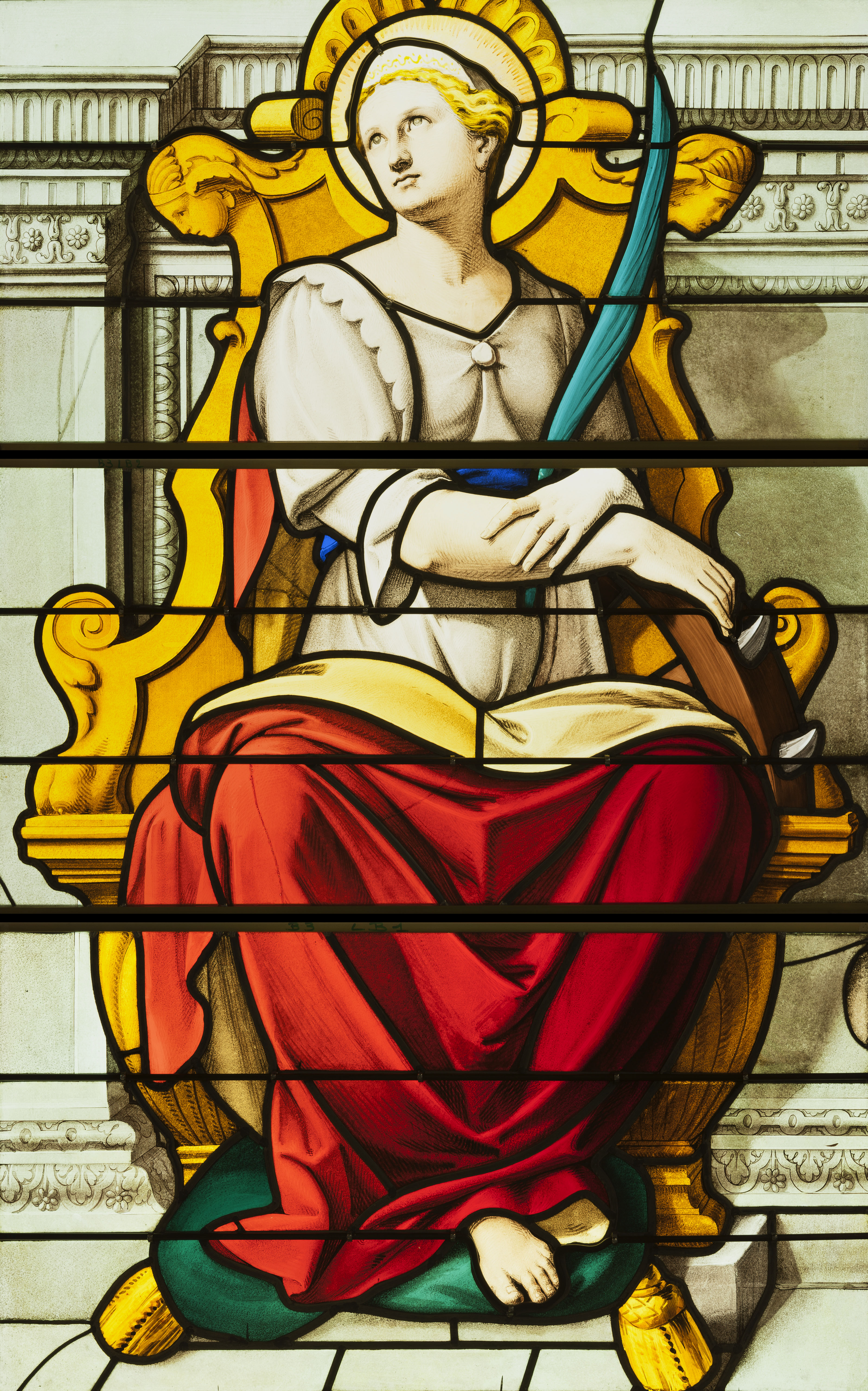
Fenster 3: Heilige Katharina
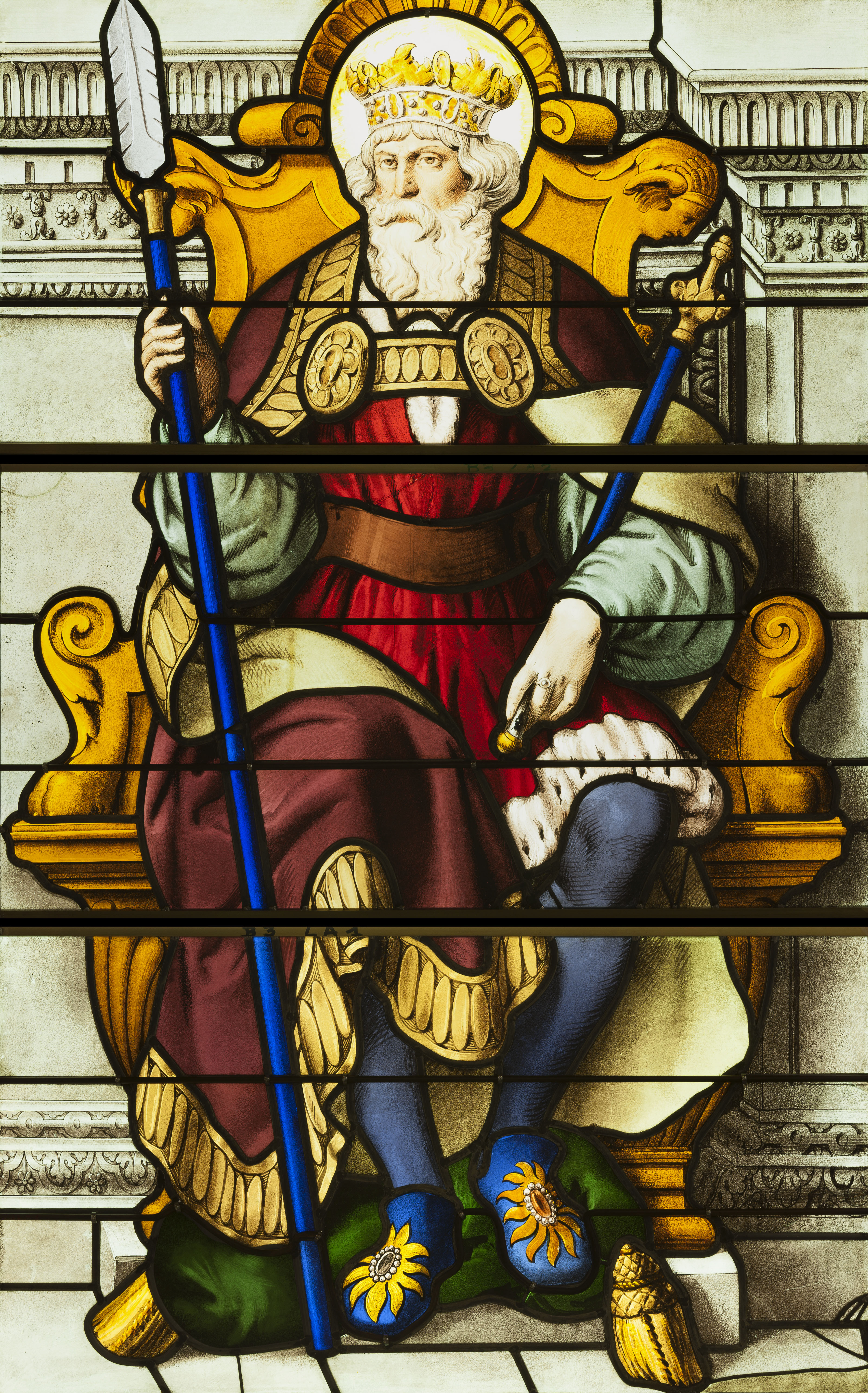
Fenster 3: König mit Lanze und Zepter

### Fenster 1: Dritte und vierte Posaune

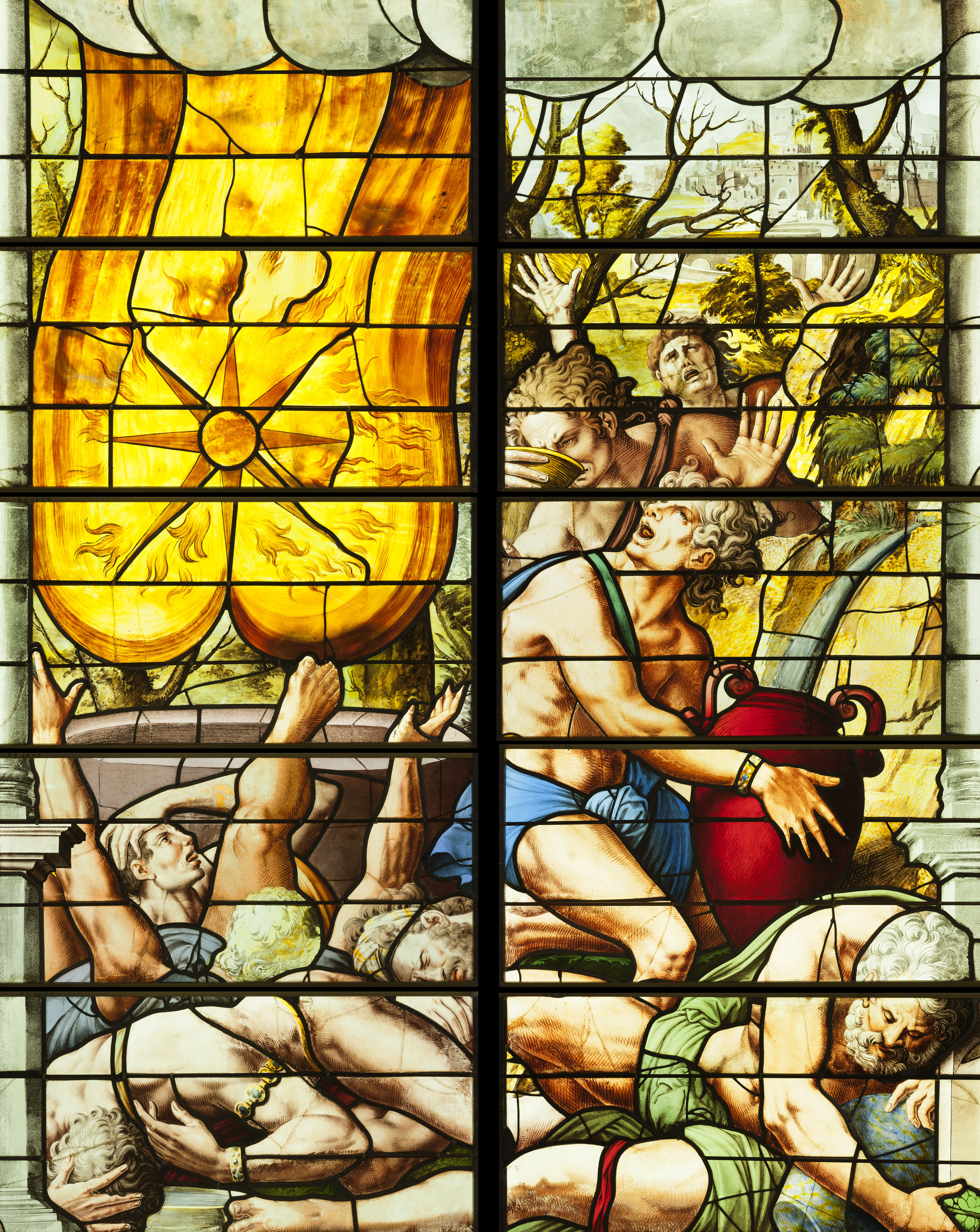
Fenster 1: Das Wasser wird bitter

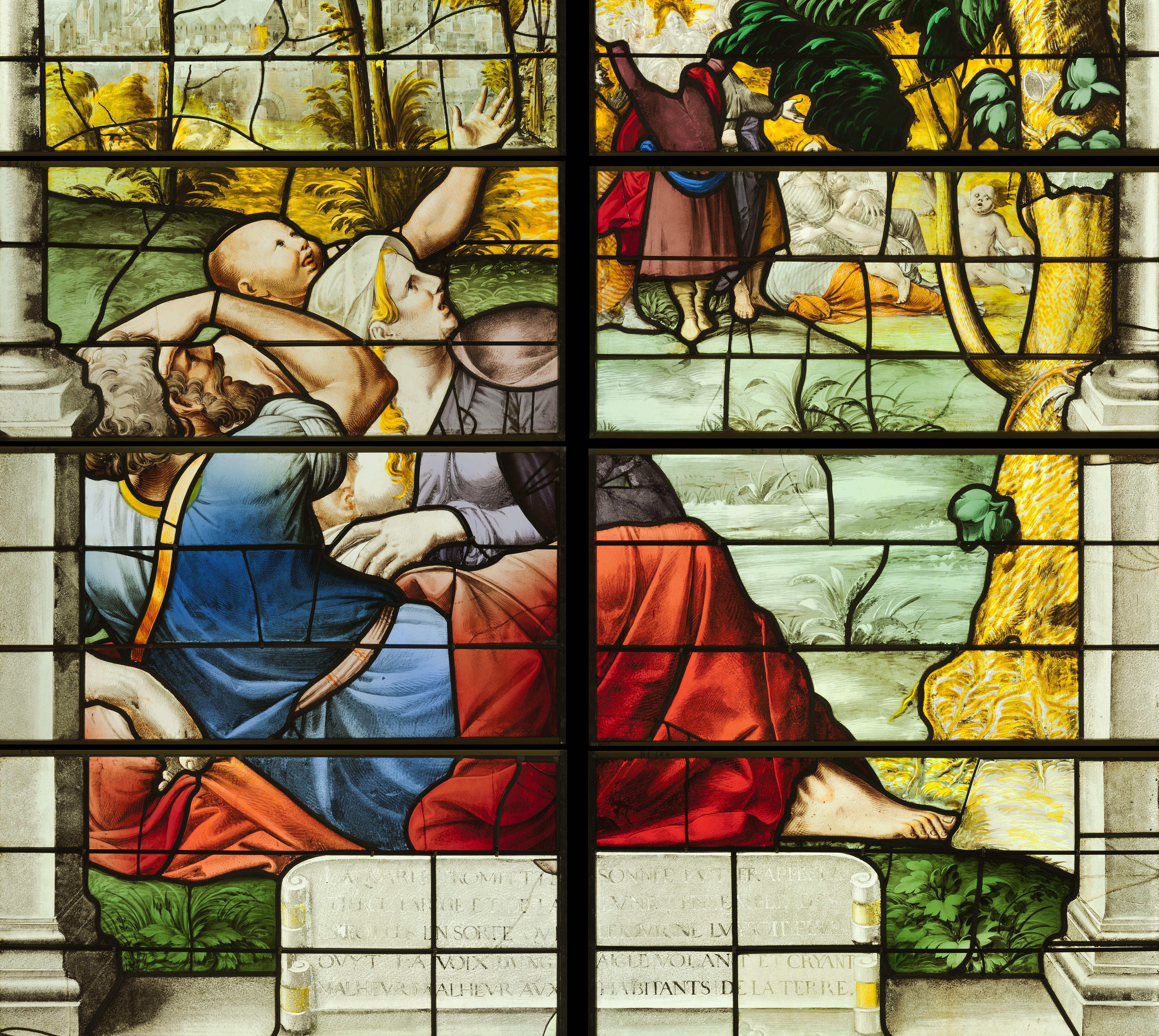
Fenster 1: Verfinsterung der Gestirne

Dieses Fenster, links vom zentralen Chorfenster, gibt zwei Visionen des achten Kapitels wieder, die das Unheil schildern, das die dritte und vierte Posaune ankündigen. Die Menschen sterben an verdorbenem Wasser und sie blicken entsetzt zum Himmel, an dem sich die Gestirne verfinstern. Unter dem Engel mit der Posaune ist ein Adler zu erkennen, der „VE VE VE“ (weh, weh, weh) ruft. Am unteren Bildrand sieht man auf der linken Lanzette zwei Engel, als weibliche Figuren dargestellt, die das von der Kette des Michaelsordens gerahmte Lilienwappen in Händen halten, und auf der rechten Lanzette eine Trophäe und den Feuersalamander, das Emblem von Franz I., mit seiner Devise „NVTRISQVO ET EXTINGVO“ (ich nähre und ich lösche aus).
- oben: Das Wasser wird bitter (Dritte Posaune)

„Der dritte Engel blies seine Posaune. Da fiel ein großer Stern vom Himmel; er loderte wie eine Fackel und fiel auf ein Drittel der Flüsse und auf die Quellen. Der Name des Sterns ist Wermut. Ein Drittel des Wassers wurde bitter und viele Menschen starben durch das Wasser, weil es bitter geworden war.“ (8,10-11 )
- unten: Verfinsterung der Gestirne (Vierte Posaune)

„Und der vierte Engel blies seine Posaune; und es wurde geschlagen der dritte Teil der Sonne und der dritte Teil des Mondes und der dritte Teil der Sterne, sodass ihr dritter Teil verfinstert wurde und den dritten Teil des Tages das Licht nicht schien und in der Nacht desgleichen. Und ich sah, und ich hörte, wie ein Adler mitten durch den Himmel flog und sagte mit großer Stimme: Weh, weh, weh denen, die auf Erden wohnen wegen der anderen Posaunen der drei Engel, die noch blasen sollen!“ (8,12-13 )

### Fenster 0: Fünfte und sechste Posaune

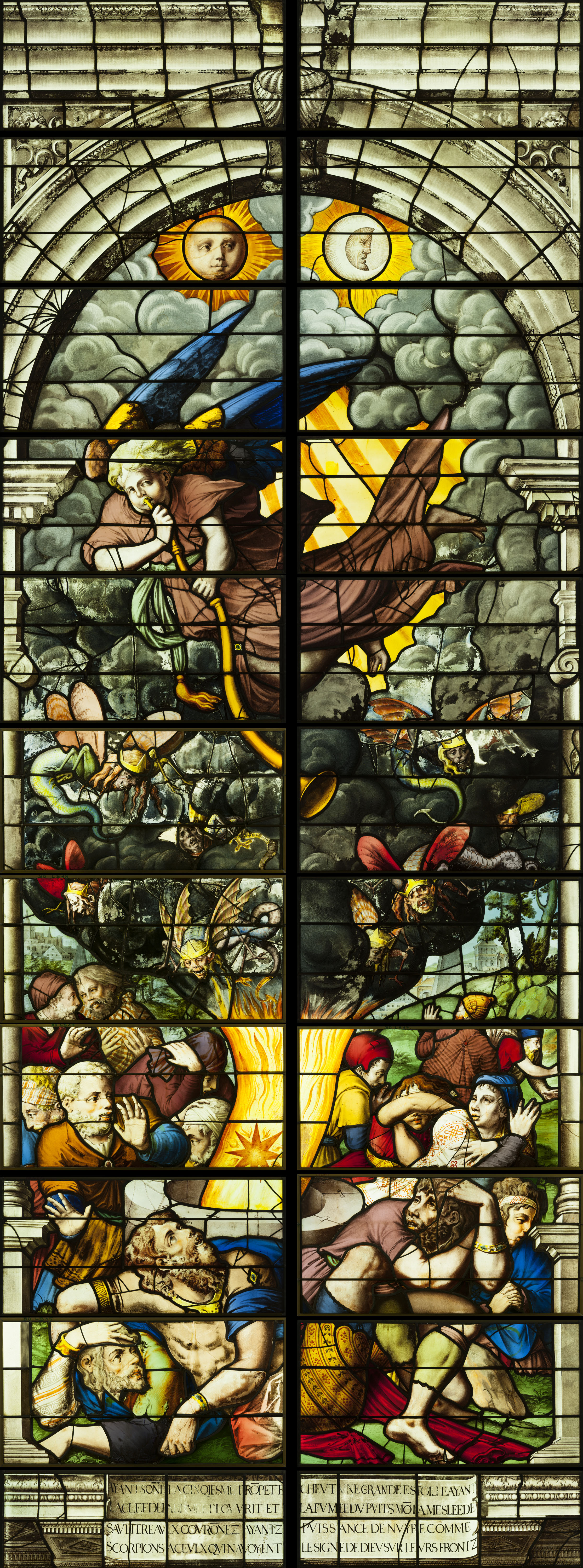
Fenster 0: Heuschreckenplage

Das zentrale Chorfenster ist den beiden Visionen aus dem neunten Kapitel gewidmet, in denen die Katastrophen geschildert werden, die von der fünften und sechsten Posaune angekündigt werden. Auf den oberen Scheiben sieht man, wie Heuschrecken, die wie Ungeheuer aussehen, die Erde befallen. Auf den unteren Scheiben sieht man Engel mit Schwertern gegen Ungeheuer kämpfen. Die Vision der siebten Posaune ist nicht dargestellt. Auf der unteren Scheibe sieht man König Heinrich II. an einem Betstuhl kniend.
- oben: Heuschreckenplage (Fünfte Posaune)

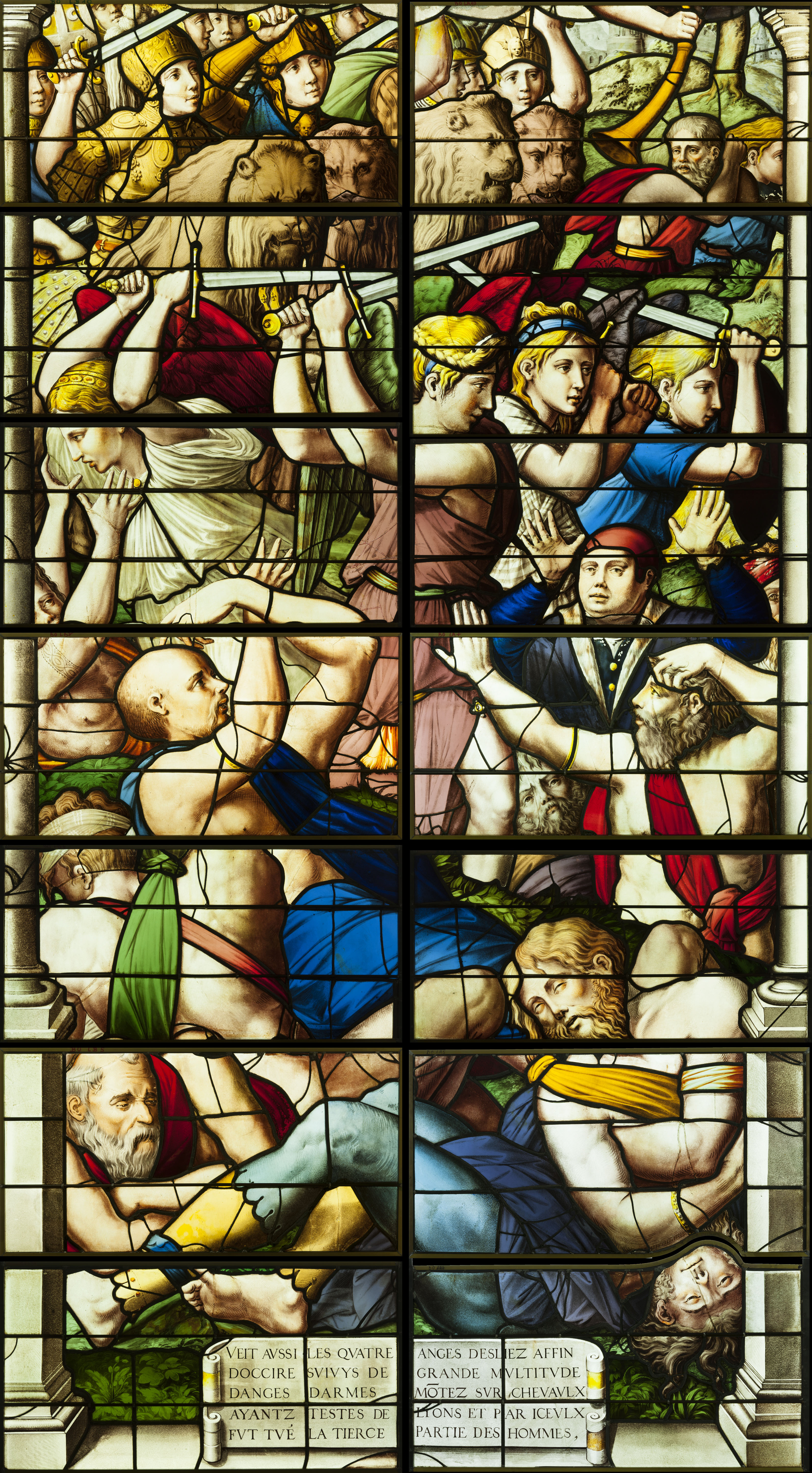
Fenster 0: Racheengel

„Der fünfte Engel blies seine Posaune. Da sah ich einen Stern, der vom Himmel auf die Erde gefallen war; ihm wurde der Schlüssel zu dem Schacht gegeben, der in den Abgrund führt. Und er öffnete den Schacht des Abgrunds. Da stieg Rauch aus dem Schacht auf, wie aus einem großen Ofen, und Sonne und Luft wurden verfinstert durch den Rauch aus dem Schacht. Aus dem Rauch kamen Heuschrecken über die Erde und ihnen wurde Kraft gegeben, wie sie Skorpione auf der Erde haben. Es wurde ihnen gesagt, sie sollten dem Gras auf der Erde, den grünen Pflanzen und den Bäumen keinen Schaden zufügen, sondern nur den Menschen, die das Siegel Gottes nicht auf der Stirn haben. Es wurde ihnen befohlen, die Menschen nicht zu töten, sondern nur zu quälen, fünf Monate lang. Und der Schmerz, den sie zufügen, ist so stark, wie wenn ein Skorpion einen Menschen sticht. In jenen Tagen werden die Menschen den Tod suchen, aber nicht finden; sie werden sterben wollen, aber der Tod wird vor ihnen fliehen. Und die Heuschrecken sehen aus wie Rosse, die zur Schlacht gerüstet sind; auf ihren Köpfen tragen sie etwas, das goldschimmernden Kränzen gleicht, und ihre Gesichter sind wie Gesichter von Menschen, ihr Haar ist wie Frauenhaar, ihr Gebiss wie ein Löwengebiss, ihre Brust wie ein eiserner Panzer; und das Rauschen ihrer Flügel ist wie das Dröhnen von Wagen, von vielen Pferden, die sich in die Schlacht stürzen. Sie haben Schwänze und Stacheln wie Skorpione und in ihren Schwänzen ist die Kraft, mit der sie den Menschen schaden, fünf Monate lang. Sie haben als König über sich den Engel des Abgrunds; er heißt auf hebräisch Abaddon, auf griechisch Apollyon. Das erste Wehe ist vorüber. Noch zweimal wird das Wehe kommen.“ (9,1-12 )
- unten: Racheengel (Sechste Posaune)

„Der sechste Engel blies seine Posaune: Da hörte ich eine Stimme, die von den vier Hörnern des goldenen Altars her kam, der vor Gott steht. Die Stimme sagte zu dem sechsten Engel, der die Posaune hält: Binde die vier Engel los, die am großen Strom, am Eufrat, gefesselt sind. Da wurden die vier Engel losgebunden, die auf Jahr und Monat, auf Tag und Stunde bereitstanden, um ein Drittel der Menschheit zu töten. Und die Zahl der Reiter dieses Heeres war vieltausendmal tausend; diese Zahl hörte ich. Und so sahen die Pferde und die Reiter in der Vision aus: Sie trugen feuerrote, rauchblaue und schwefelgelbe Panzer. Die Köpfe der Pferde glichen Löwenköpfen und aus ihren Mäulern schlug Feuer, Rauch und Schwefel. Ein Drittel der Menschen wurde durch diese drei Plagen getötet, durch Feuer, Rauch und Schwefel, die aus ihren Mäulern hervorkamen. Denn die tödliche Macht der Pferde war in ihren Mäulern und in ihren Schwänzen. Ihre Schwänze glichen Schlangen, die Köpfe haben, mit denen sie Schaden zufügen können. Aber die übrigen Menschen, die nicht durch diese Plagen umgekommen waren, wandten sich nicht ab von den Machwerken ihrer Hände: Sie hörten nicht auf, sich niederzuwerfen vor ihren Dämonen, vor ihren Götzen aus Gold, Silber, Erz, Stein und Holz, den Götzen, die weder sehen, noch hören, noch gehen können. Sie ließen nicht ab von Mord und Zauberei, von Unzucht und Diebstahl.“ (9,13-21 )

### Fenster 2: Erste und zweite Posaune

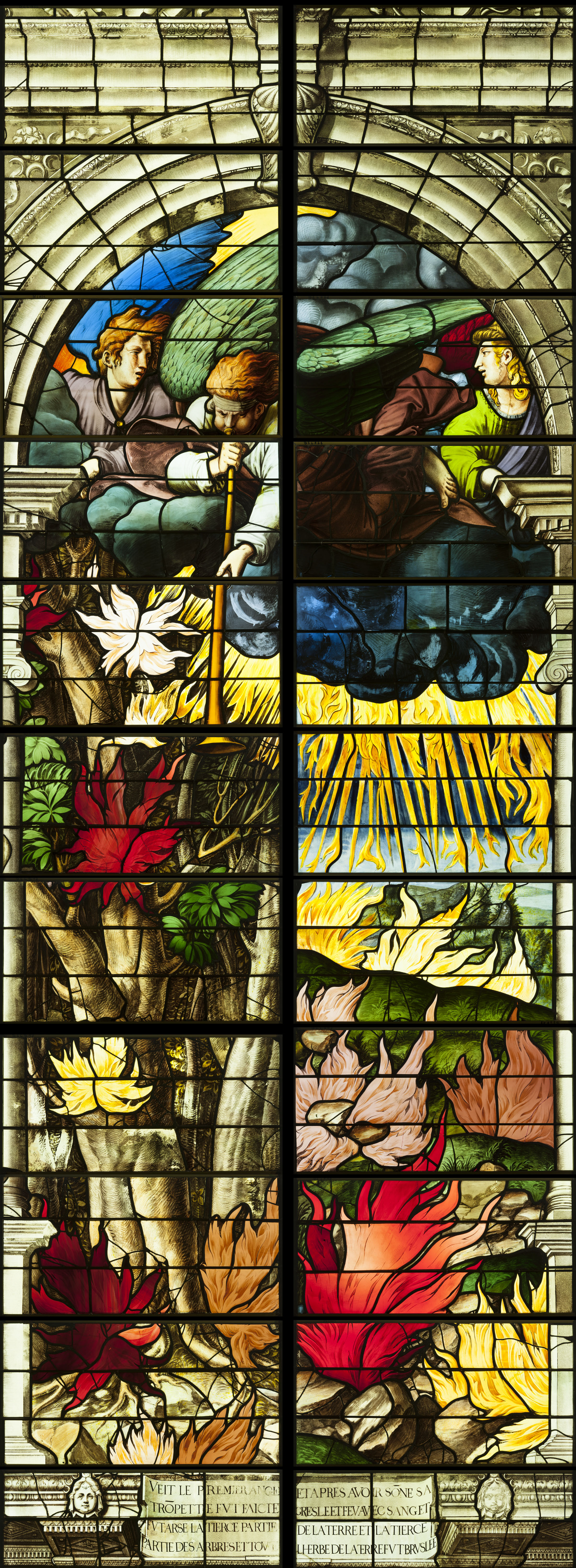
Fenster 2: Bäume und Pflanzen verbrennen

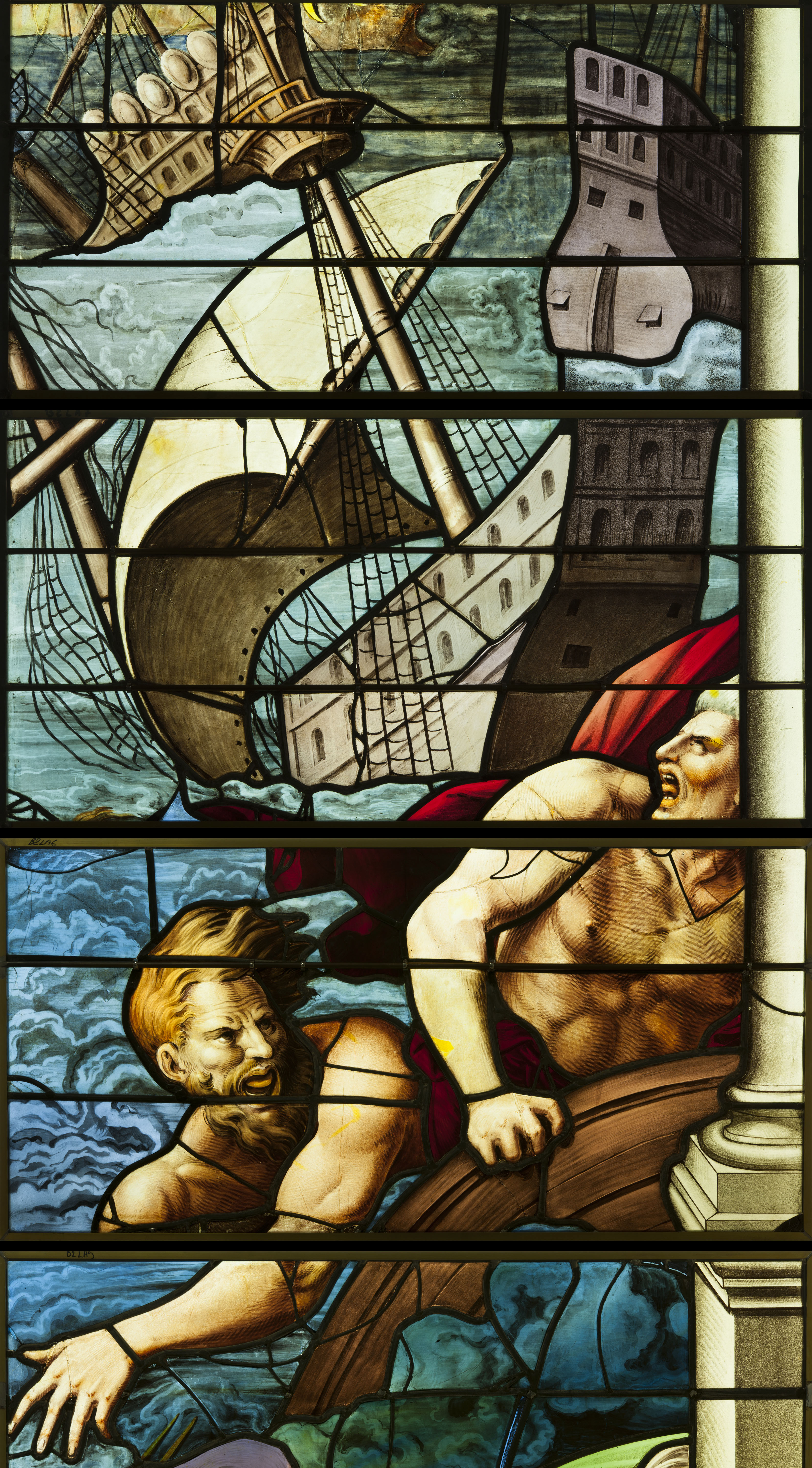
Fenster 2: Ein brennender Berg fällt ins Meer

Auf diesem Fenster, rechts vom zentralen Chorfenster, werden die im achten Kapitel beschriebenen Katastrophen dargestellt, die die erste und die zweite Posaune ankündigen. Es gibt ein großes Feuer auf dem Land, im Meer ertrinken die Menschen und Schiffe gehen unter. Am unteren Bildrand sind wie auf Fenster 1 auf der rechten Lanzette zwei Engel mit dem von der Kette des Michaelsordens gerahmten Lilienwappen zu sehen und auf der linken Lanzette eine Trophäe mit Fahnen und darunter der Feuersalamander und die Devise „NVTRISQVO ET EXTINGVO“ von Franz I.
- oben: Bäume und Pflanzen verbrennen (Erste Posaune)

„Dann machten sich die sieben Engel bereit, die sieben Posaunen zu blasen. Der erste Engel blies seine Posaune. Da fielen Hagel und Feuer, die mit Blut vermischt waren, auf das Land. Es verbrannte ein Drittel des Landes, ein Drittel der Bäume und alles grüne Gras.“ (8,7 )
- unten: Ein brennender Berg fällt ins Meer (Zweite Posaune)

„Der zweite Engel blies seine Posaune. Da wurde etwas, das einem großen brennenden Berg glich, ins Meer geworfen. Ein Drittel des Meeres wurde zu Blut. Und ein Drittel der Geschöpfe, die im Meer leben, kam um und ein Drittel der Schiffe wurde vernichtet.“ (8,8-9 )

### Fenster 4: Sechstes und siebtes Siegel

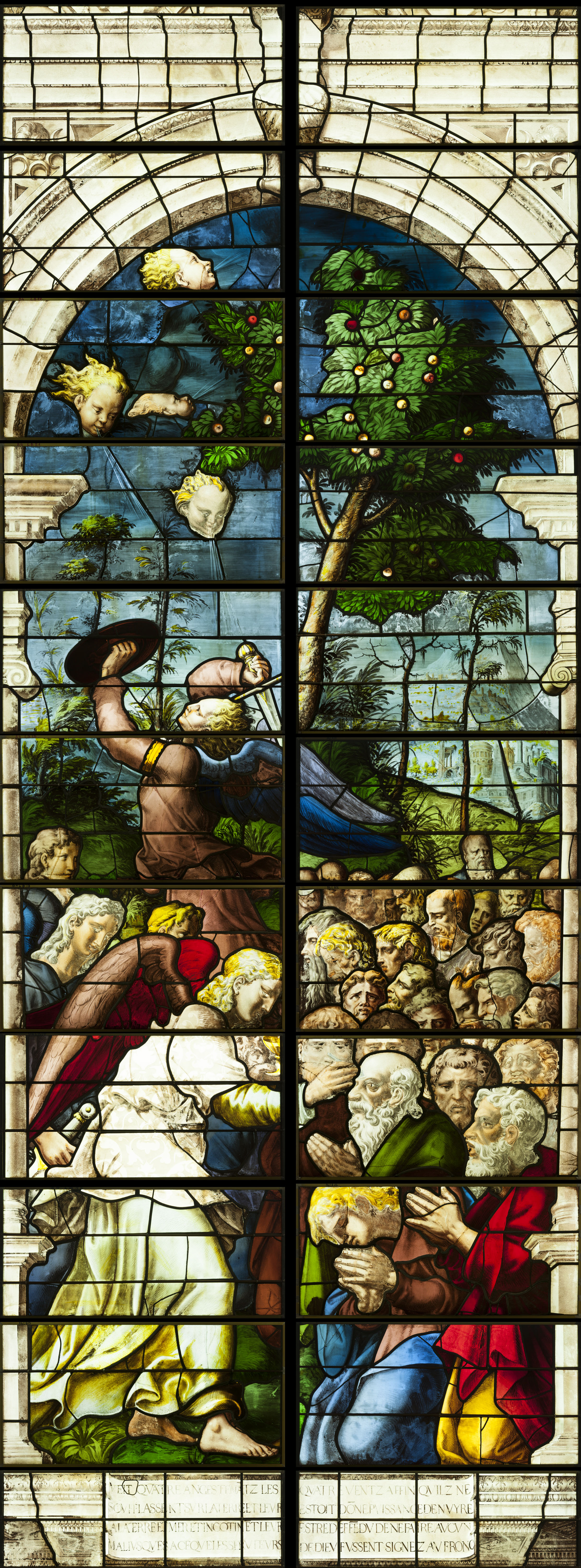
Fenster 4: Knechte Gottes erhalten ein Zeichen auf der Stirn

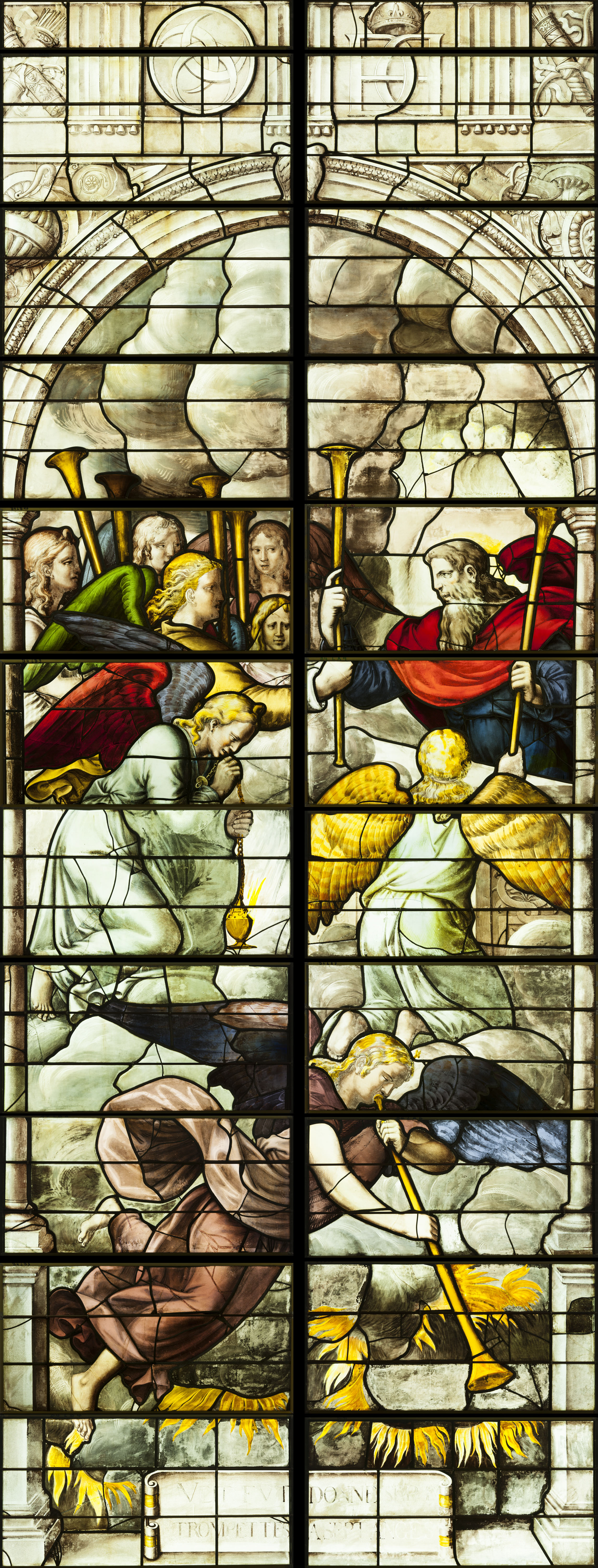
Fenster 4: Sieben Engel mit sieben Posaunen

Auf diesem Fenster, dem fünften und letzten der zweibahnigen Chorfenster auf der rechten Seite, ist dem Öffnen der beiden letzten Siegel gewidmet. Am unteren Bildrand sind eine Madonna mit Kind, die Schutzpatronin von Heinrich II., und der heilige Franziskus, Schutzpatron von Franz I., dargestellt.
- oben: Knechte Gottes erhalten ein Zeichen auf der Stirn (Sechstes Siegel)

In dieser Vision im siebten Kapitel erhalten die Auserwählten, die Knechte Gottes, von einem Engel ein Zeichen, ein Siegel, auf ihre Stirn gezeichnet. Die Engelsköpfe oben sollen die vier Winde symbolisieren.
„Danach sah ich: Vier Engel standen an den vier Ecken der Erde. Sie hielten die vier Winde der Erde fest, damit der Wind weder über das Land noch über das Meer wehte, noch gegen irgendeinen Baum. Dann sah ich vom Osten her einen anderen Engel emporsteigen; er hatte das Siegel des lebendigen Gottes und rief den vier Engeln, denen die Macht gegeben war, dem Land und dem Meer Schaden zuzufügen, mit lauter Stimme zu: Fügt dem Land, dem Meer und den Bäumen keinen Schaden zu, bis wir den Knechten unseres Gottes das Siegel auf die Stirn gedrückt haben. Und ich erfuhr die Zahl derer, die mit dem Siegel gekennzeichnet waren. Es waren hundertvierundvierzigtausend aus allen Stämmen der Söhne Israels, die das Siegel trugen.“ (7,1-17 )
- unten: Die sieben Engel mit sieben Posaunen (Siebtes Siegel)

In der Vision im achten Kapitel wird das siebte Siegel gelöst. Sieben Engel erhalten eine Posaune, jede Posaune wird weiteres Unheil ankündigen.
„Als das Lamm das siebte Siegel öffnete, trat im Himmel Stille ein, etwa eine halbe Stunde lang. Und ich sah: Sieben Engel standen vor Gott; ihnen wurden sieben Posaunen gegeben.“ (8,1-5 )

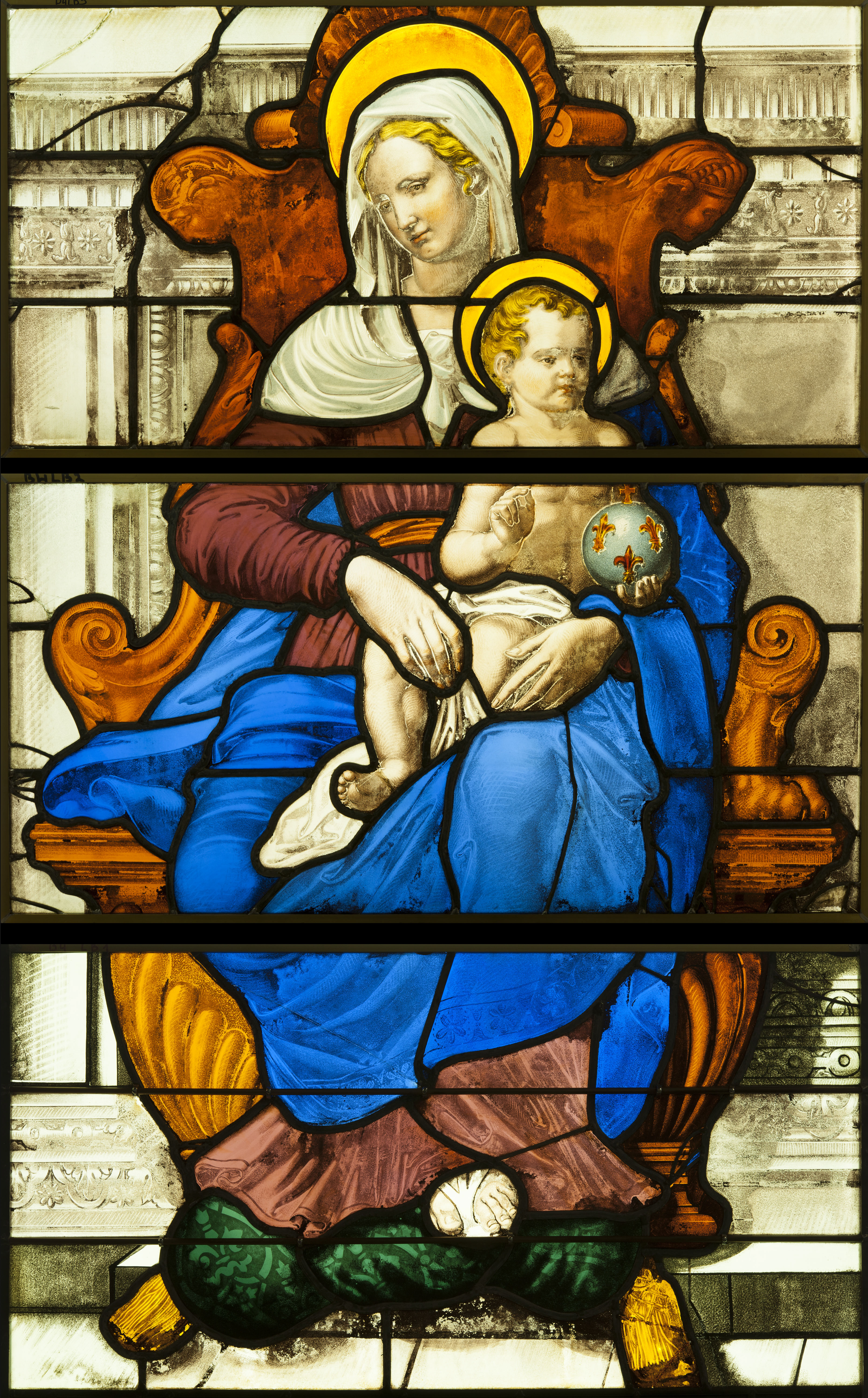
Fenster 4: Madonna mit Kind
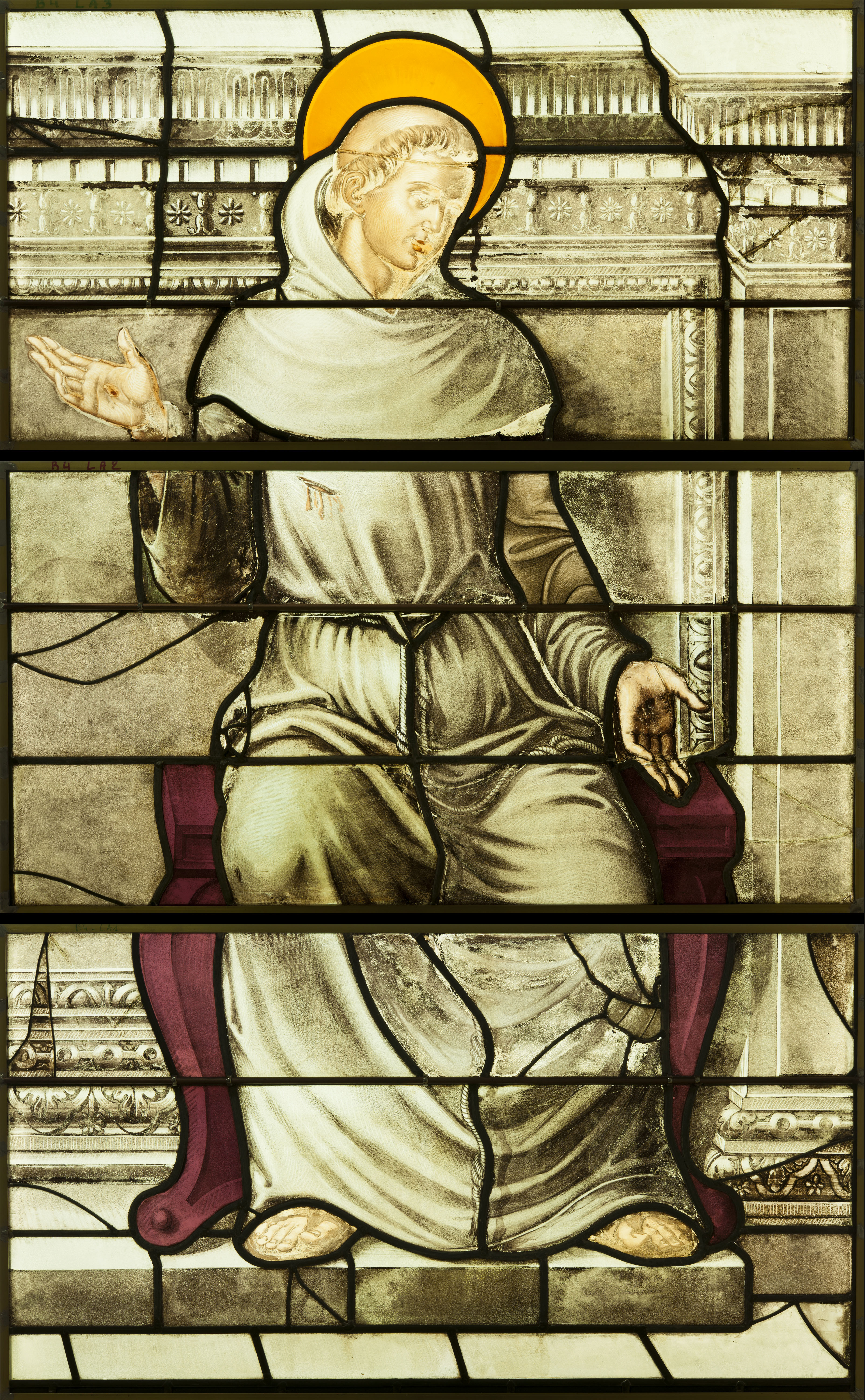
Fenster 4: Heiliger Franziskus

### Fenster 6: Ankündigung des Jüngsten Gerichts

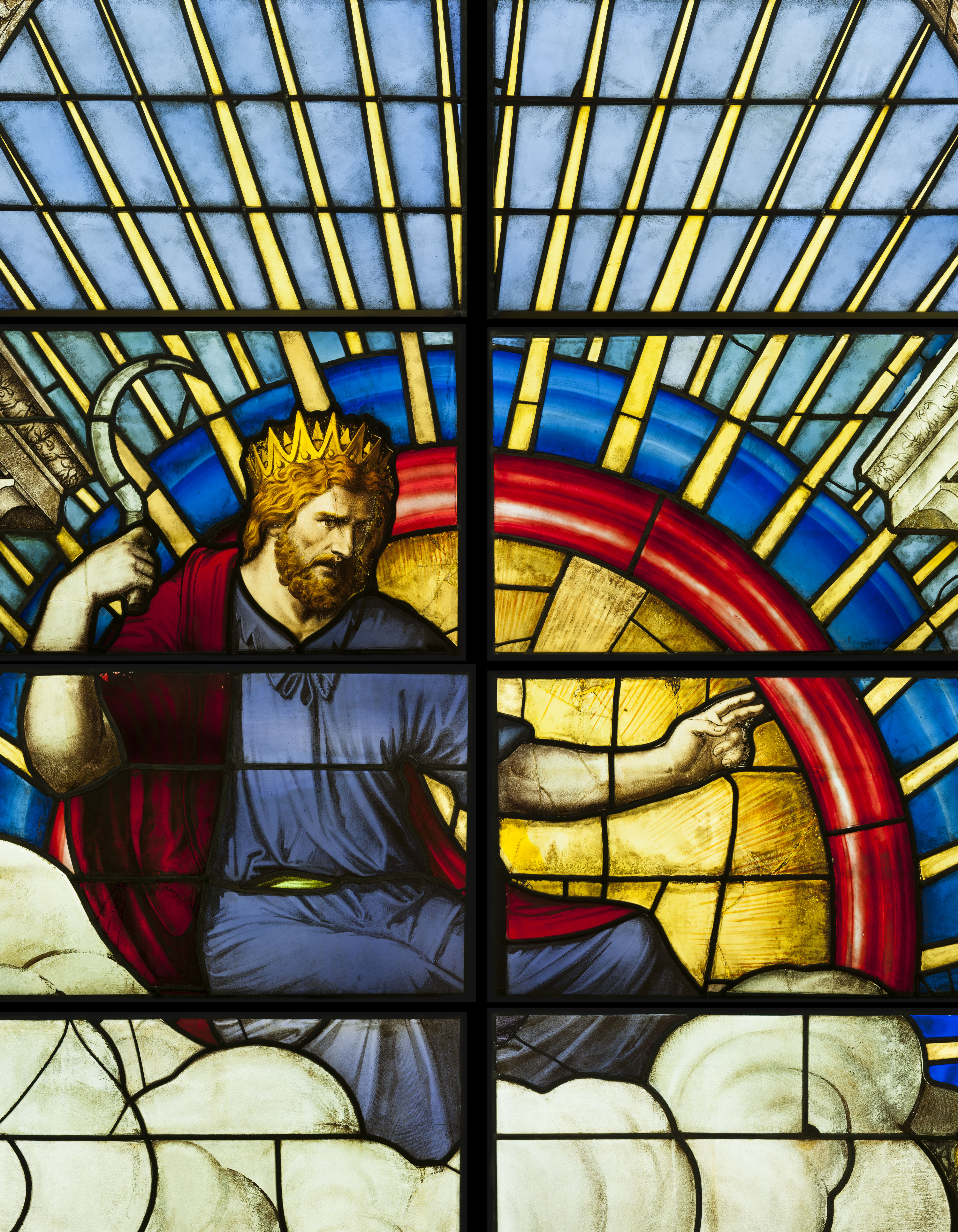
Fenster 6: Der Menschensohn mit einer Sichel

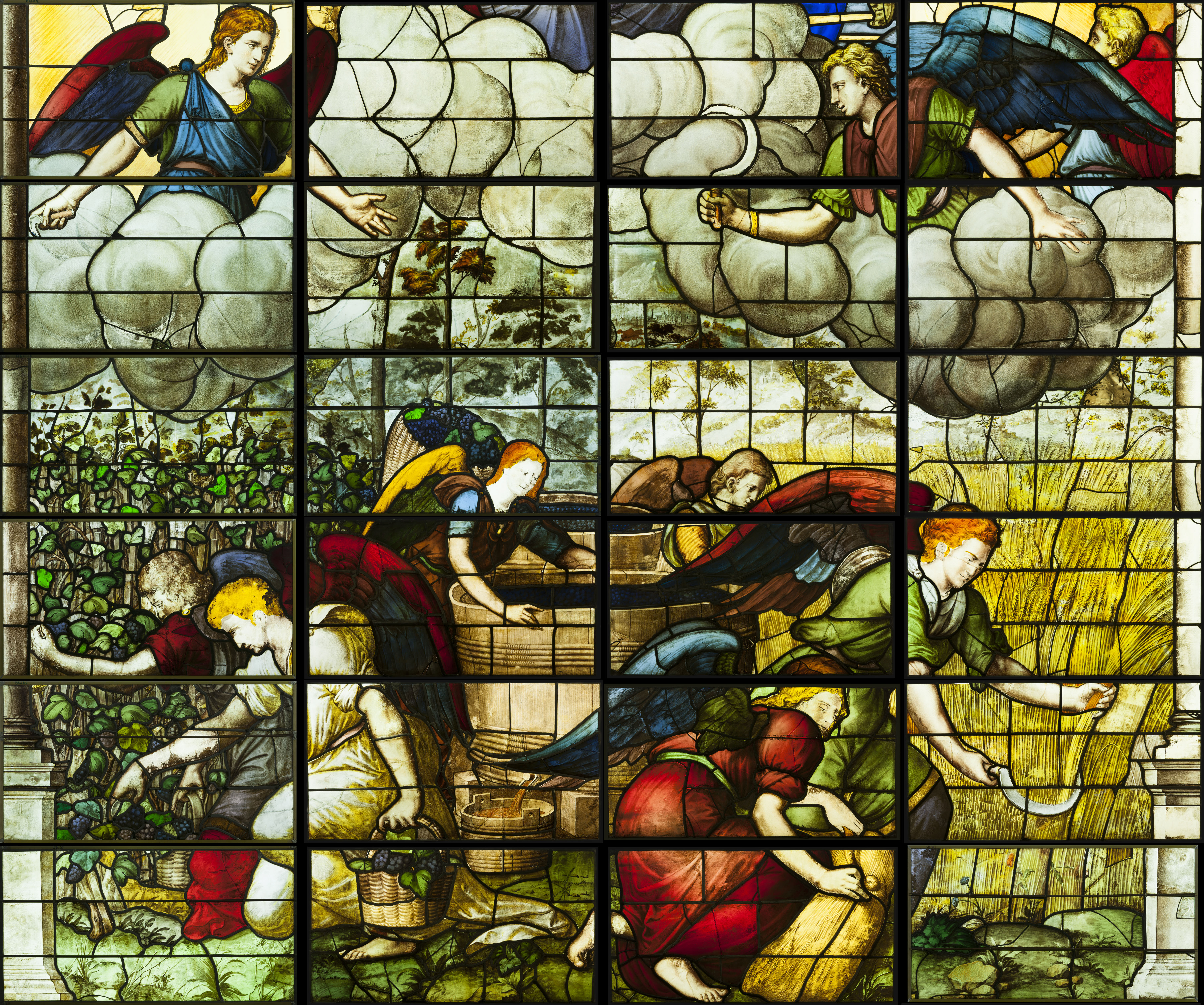
Fenster 6: Ernte und Weinlese

Die auf dem vierbahnigen Fenster auf der rechten Chorseite dargestellte Vision ist Teil des 14. Kapitels, in dem die Ankündigung des Jüngsten Gerichts geschildert wird. Das Gericht wird als Ernte verstanden. Gezeigt wird der Menschensohn mit einer Sichel in der Hand, auf einer Wolke thronend. Darunter schneiden zwei Engel Korn, andere lesen und keltern Trauben. Mit diesem Fenster an der Südseite des Chors endet der Zyklus, die weiteren Kapitel der Offenbarung wie das Jüngste Gericht und das Himmlische Jerusalem (Offb 20-22 ) sind nicht dargestellt.
- oben: Der Menschensohn mit einer Sichel

„Dann sah ich und siehe, eine weiße Wolke. Auf der Wolke thronte einer, der wie ein Menschensohn aussah. Er trug einen goldenen Kranz auf dem Haupt und eine scharfe Sichel in der Hand.“ (14,14 )
- unten: Ernte und Weinlese

„Und ein anderer Engel kam aus dem Tempel und rief dem, der auf der Wolke saß, mit lauter Stimme zu: Schick deine Sichel aus und ernte! Denn die Zeit zu ernten ist gekommen: Die Frucht der Erde ist reif geworden. Und der auf der Wolke saß, schleuderte seine Sichel über die Erde und die Erde wurde abgeerntet. Und ein anderer Engel trat aus dem himmlischen Tempel. Auch er hatte eine scharfe Sichel. Vom Altar her kam noch ein anderer Engel, der die Macht über das Feuer hatte. Dem, der die scharfe Sichel trug, rief er mit lauter Stimme zu: Schick deine scharfe Sichel aus und ernte die Trauben vom Weinstock der Erde! Seine Beeren sind reif geworden. Da schleuderte der Engel seine Sichel auf die Erde, erntete den Weinstock der Erde ab und warf die Trauben in die große Kelter des Zornes Gottes. Die Kelter wurde draußen vor der Stadt getreten und Blut strömte aus der Kelter; es stieg an, bis an die Zügel der Pferde, eintausendsechshundert Stadien weit.“ (14,15-20 )